# ハッスル
ハッスル（hustle）は、英語で「ごり押しする」「乱暴に押しのけて進む」などの意味の言葉であるが、日本における「カタカナ語」としては本来の意味から大きく外れ、「張り切る」「とにかく頑張る」といったニュアンスである。語源は、オランダ語で「振る」を意味するhusselen。
「ハッスルする」（張り切る）などというように使われる。英語の意味通り乱暴な行動を「ハッスルプレイ」としても使われる。

## 歴史
1963年（昭和38年）春に日本プロ野球の阪神タイガースがアメリカキャンプから持ち帰り、日本で広まったとされている。
1962年（昭和37年）には映画『ハスラー』が日本公開され、こちらを語源とする考えもあった。
1963年（昭和38年）のクレージーキャッツの映画『クレージー作戦 くたばれ!無責任』の中で、クレージーキャッツのメンバーにしてコメディアンの植木等は「ハッスル・ホイ」という歌を披露した。この時期のNHKは、ハッスルはアメリカの俗語では売春婦が客引きする意味があることを理由に放送禁止用語にしていた（現在でも日本のピンクサロンやキャバクラの場内アナウンスで用いられる場合がある）。

## 現在
モーレツやフィーバーという似たようなニュアンスの後の流行語に取って変わられ、長く死語に近い状態になっていた。しかし、プロレスラーの小川直也が2004年（平成16年）に始まったプロレスイベントのハッスルの宣伝のためにことあるごとに「ハッスルポーズ」をするパフォーマンスを行った。清原和博らプロ野球選手が試合中にハッスルポーズをしたり、当時自由民主党幹事長の安倍晋三がハッスルポーズをするなど、ちょっとしたブームとなった。2004年（平成16年）の新語・流行語大賞の候補60語にもノミネートされた
。